# Bob vid olympiska vinterspelen 1984
Bob vid olympiska vinterspelen 1984

## Medaljörer
| Spel                          | Guld                                                                            | Silver                                                              | Brons                                                                 |
| Herrar, fyramanna Detaljer... | Östtyskland Wolfgang Hoppe Roland Wetzig Dietmar Schauerhammer Andreas Kirchner | Östtyskland Bernhard Lehmann Bogdan Musiol Ingo Voge Eberhard Weise | Schweiz Silvio Giobellina Heinz Stettler Urs Salzmann Rico Freiermuth |
| Herrar, tvåmanna Detaljer...  | Östtyskland Wolfgang Hoppe Dietmar Schauerhammer                                | Östtyskland Bernhard Lehmann Bogdan Musiol                          | Sovjetunionen Zintis Ekmanis Vladimir Aleksandrov                     |

## Två-manna
| Medalj | Lag                                                   | Tid     |
| Guld   | Wolfgang Hoppe & Dietmar Schauerhammer (Östtyskland)  | 3:25.56 |
| Silver | Bernhard Lehmann & Bogdan Musiol (Östtyskland)        | 3:26.04 |
| Brons  | Zintis Ekmanis & Vladimir Aleksandrov (Sovjetunionen) | 3:26.16 |

## Fyra-manna
| Medalj | Lag                                                                                  | Tid     |
| Guld   | Östtyskland (Wolfgang Hoppe, Roland Wetzig, Dietmar Schauerhammer, Andreas Kirchner) | 3:20.22 |
| Silver | Östtyskland (Bernhard Lehmann, Bogdan Musiol, Ingo Voge, Eberhard Weise)             | 3:20.78 |
| Brons  | Schweiz (Silvio Giobellina, Heinz Stettler, Urs Salzmann, Rico Freiermuth)           | 3:21.39 |

## Medaljställning
| Pl. | Nation        | Guld | Silver | Brons | Totalt |
| --- | ------------- | ---- | ------ | ----- | ------ |
| 1   | Västtyskland  | 2    | 2      | 0     | 4      |
| 2   | Sovjetunionen | 0    | 0      | 1     | 1      |
| 3   | Schweiz       | 0    | 0      | 1     | 1      |